# Rutilot
Rutilot, finska: Rutiluoto, är en ö nära Innamo i Nagu,  Finland. Den ligger i Skärgårdshavet i Pargas stad i den ekonomiska regionen  Åboland i landskapet Egentliga Finland, i den sydvästra delen av landet. Ön ligger omkring 1 kilometer söder om Innamo, 9 kilometer nordväst om Nagu kyrka, 36 kilometer sydväst om Åbo och omkring 180 kilometer väster om Helsingfors. Närmaste allmänna förbindelse är förbindelsebryggan vid Innamo som trafikeras av M/S Falkö.
Öns area är 9,8 hektar och dess största längd är 470 meter i sydöst-nordvästlig riktning.